# Álex Serrano
Álex Serrano, właśc. Alejandro Serrano García (ur. 6 lutego 1995 w Barcelonie) – hiszpański piłkarz występujący na pozycji pomocnika w klubie Turan Tovuz.

## Kariera klubowa
Serrano treningi piłkarskie rozpoczął w FEFC Colegio Virgen Mediadora z dzielnicy Gijón Viesques, gdzie początkowo grał w futsal. Następnie szkolił się w CF Quinta San Eutiquio (2002–2005) i CD Roces (2005–2007). Latem 2007 roku przeniósł się do akademii Sportingu Gijón. W przerwie zimowej sezonu 2010/11 włączono go do kadry zespołu rezerw, występującego w Segunda División B. W okresie tym był on monitorowany przez skautów m.in. Realu Madryt, FC Barcelony, Chelsea FC i RCD Espanyol.
2 stycznia 2011 Serrano rozegrał w rezerwach pierwszy mecz na poziomie seniorskim przeciwko UD Logroñés, zakończony remisem 1:1. 27 lutego 2011 zdobył pierwszą w karierze bramkę w spotkaniu przeciwko Athletic Bilbao B (1:1). Latem 2011 roku podpisał ze Sportingiem czteroletni kontrakt, który zapewniał mu miejsce w składzie zespołu seniorów, jednak zgodził się dalej występować w drużynie B, dla którego rozegrał łącznie 74 mecze i zdobył 4 gole. 12 stycznia 2014 zadebiutował w pierwszym zespole w spotkaniu Segunda División przeciwko CD Tenerife, zakończonym bezbramkowym remisem. Przez dwa kolejne lata pełnił funkcję rezerwowego i zaliczył 4 ligowe występy. W okresie tym rozważał on odejście na wypożyczenie lub powrót do Sportingu B.
W czerwcu 2016 roku Serrano podpisał kontrakt z RCD Espanyol B (Segunda División B). W sezonie 2016/17 był podstawowym zawodnikiem i zajął ze swoim zespołem 18. miejsce w grupie 3, oznaczające spadek do Tercera División. Latem 2016 roku został zawodnikiem RCD Mallorca B. Przed sezonem 2017/18 przeniesiono do pierwszej drużyny, która spadając do Segunda División B, spowodowała tym automatyczną relegację zespołu rezerw. Po opuszczeniu RCD Mallorca Serrano kontynuował karierę na poziomie Segunda División B jako gracz kolejno: Celty Vigo B, Salamanca CF UDS, CF Talavera de la Reina i UE Cornellà.
We wrześniu 2021 podpisał dwuletnią umowę z Górnikiem Łęczna trenowanym przez Kamila Kieresia. 13 września zadebiutował w Ekstraklasie w meczu przeciwko Wiśle Płock (3:2), w którym wszedł na boisko w 82. minucie. W sezonie 2021/22 zanotował 26 występów, a jego zespół zajął ostatnie miejsce w tabeli i spadł do I ligi. Po VII kolejce sezonu 2022/23 rozwiązał polubownie swój kontrakt i przeszedł do Hebyru Pazardżik. 7 października rozegrał swoje pierwsze spotkanie w Pyrwej PFL przeciwko Łokomotiwowi Sofia (3:2). 26 maja 2023 zdobył swoja jedyną bramkę w bułgarskiej lidze w meczu z Septemwri Sofia wygranym 3:1. Latem 2023 roku jako wolny agent podpisał umowę z azerskim klubem Turan Tovuz. 4 sierpnia 2023 zadebiutował w Premyer Liqası w wygranym 3:0 wyjazdowym spotkaniu z Arazem-Naxçıvan PFK.

## Kariera reprezentacyjna
W 2011 roku Serrano zaliczył 1 występ w reprezentacji Hiszpanii U-16. W latach 2011–2012 rozegrał 8 spotkań w kadrze U-17 prowadzonej przez Santiago Denię. W 2013 roku trzykrotnie wystąpił w reprezentacji U-18. W latach 2013–2014 grał w kadrze U-19 trenowanej przez Luisa de la Fuente, z którą dotarł do półfinału Mistrzostw Europy 2013 rozegranych na Litwie.

## Życie prywatne
Syn piłkarza Mino.